# Don't Know Why
"Don't Know Why" é uma canção escrita por Jesse Harris, que apareceu originalmente em seu álbum de 1999, Jesse Harris and the Ferdinandos. Foi o primeiro single de Norah Jones do álbum Come Away with Me (2002). Embora a versão de Jones chegou apenas ao 30º na Billboard Hot 100, foi um sucesso de crítica que ajudou a estabelecer-la como um novo artista respeitado, e, posteriormente, o seu álbum vendeu muito bem. O single ganhou três prêmios Grammy, em 2003, para "gravação do ano", "canção do ano" e "Melhor Performance Vocal Pop Feminina". O single também foi um sucesso internacional e chegou ao Top 10 em vários países.
No Brasil fez bastante sucesso e esteve incluída na trilha sonora da novela "Mulheres Apaixonadas", exibida entre fevereiro e outubro de 2003, pela Rede Globo. Na novela era tema da professora Raquel, interpretada por Helena Ranaldi.